# Crêt du Rey
Crêt du Rey – szczyt w Alpach Graickich, części Alp Zachodnich. Leży we wschodniej Francji w regionie Owernia-Rodan-Alpy. Należy do Masywu Beaufortain. Szczyt można zdobyć ze schroniska Refuge de la Coire (2065 m).